# Franc Žvanut
Franc Žvanut, slovenski zdravnik travmatolog, * 1. oktober 1912, Ljubljana, † 12. april 1966, Houston, ZDA. 

## Življenje in delo
Klasično gimnazijo je obiskoval v Ljubljani, kjer je 1932 maturiral, tu začel študirati medicino, nadaljeval v Zagrebu in 1938 doktoriral. V letih 1939−1945 je kot kirurg služboval na kirurškem oddelku splošne bolnice v Ljubljani, do 1948 vodil kirurški oddelek v Vipavi, od 1949 bil ponovno na ljubljanski kirurški kliniki in vodil nezgodni oddelek. Na Medicinski fakulteti v Ljubljani je bil asistent in od 1965 docent za kirurgijo. Poleg tega je učil tudi na višji šoli za medicinske sestre in rentgenske tehnike, 1947/1948 predaval na tečaju prve pomoči Rdečega križa. Bil je član komisije za srednje strokovno šolstvo pri Svetu za zdravstvo LRS (1962/1963), zvezne komisije za travmatološko statistiko, predsednik kirurške sekcije Slovenskega zdravniškega društva (1962), več kot 10 let stalni sodni izvedenec, član gradbenega odbora poliklinike in mestne bolnišnice v Ljubljani. Umrl je v Ameriki, pokopan je v Ljubljani. Prejel je dve državni odlikovanji: red zaslug za ljudstvo s srebrno zvezdo in red dela s srebrnim vencem.
Iz travmatologije se je izpopolnjeval 1956 v Birminghamu, 1960 v Linzu, Gradcu in na Dunaju. Udeležil se je več kirurških kongresov kjer je nastopil z referati, ki so bili objavljeni v kongresnih zbornikih. Za Zbornik kirurške klinike je prispeval poglavje Poškodbe roke pri cirkularnih žagah (1950). Napisal je tudi več poljudnih člankov in z Janezom Milčinskim brošuro Poškodbe v elektrogospodarstvu in prva pomoč (1955, v srbohrvaščini, Beograd 1963).
Žvanut je bil prvi slovenski kirurg, ki se je docela posvetil travmatologiji. Njegov oddelek je bil prvi slovenski specialni oddelek za poškodbe. Leta 1950 je uvedel metodo operativnega zdravljenja spiralnih zlomov goleni z vijakom, 1956 sodobne metode zdravljenja hrbtenice in cevastih kosti s ploščicami in vijaki. Leta 1957 je uredil ambulantni del nezgodne kirurgije na novi ljubljanski polikliniki. Prevzel je nadzorstvo nad ljubljansko reševalno postajo (1952), ki je po njegovi zaslugi dosegla dostojno raven. Vzgojil je tudi vrsto sodelavcev, ki uspešno nadaljujejo njegovo delo. Poudariti je treba njegovo pionirsko delo na prvem kirurškem oddelku v osvobojeni Primorski, ki je deloval v Vipavi, kjer je zaoral ledino in ustvaril temelje za kirurško službo na Primorskem.